# Husum (Schleswig-Holstein)
Pour les articles homonymes, voir Husum.

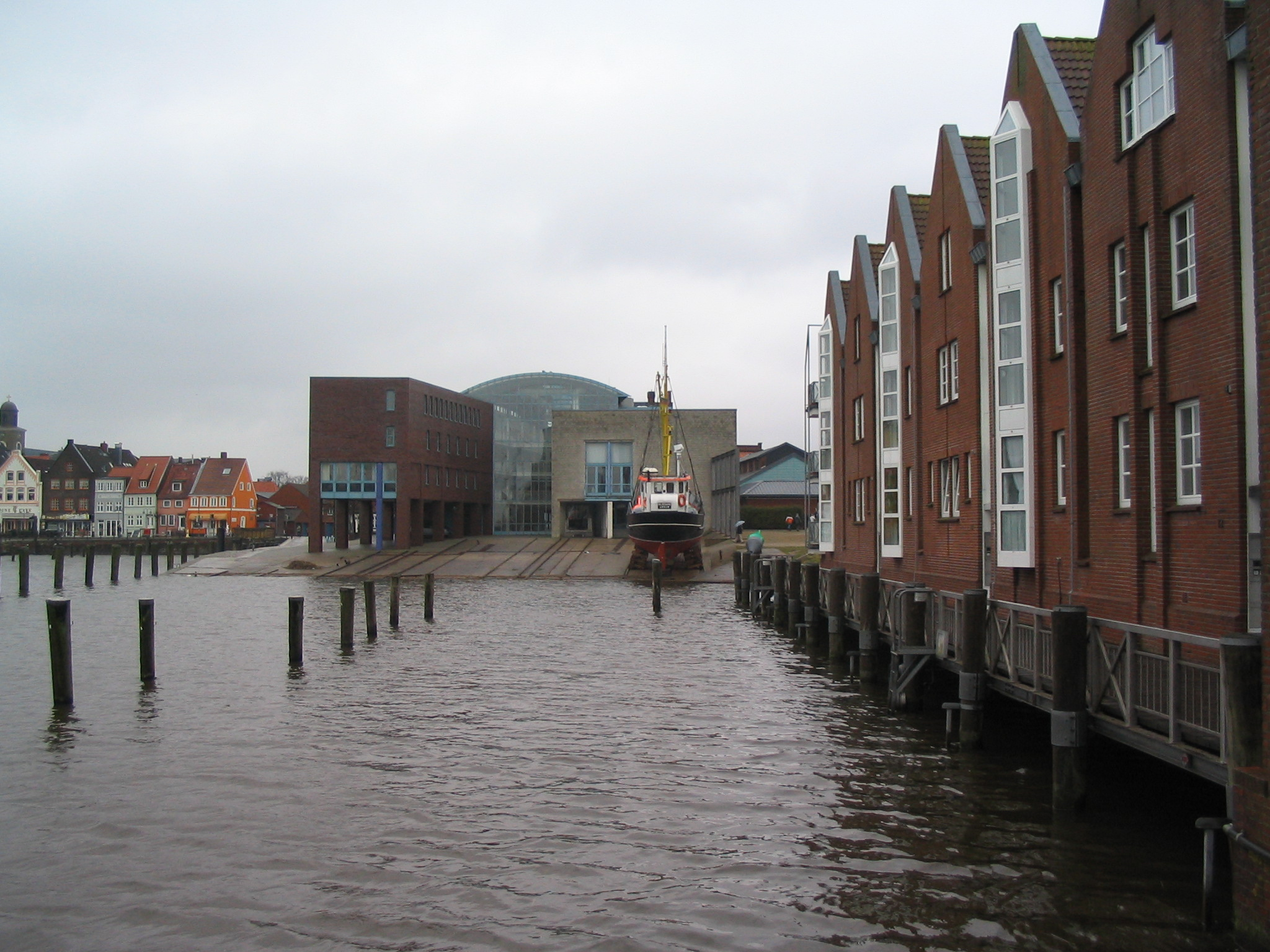
Husum

Husum (en frison septentrional : Hüsem) est une ville de la côte ouest du Land de Schleswig-Holstein, en Allemagne. Elle est la capitale de l'arrondissement (Kreis) de Frise-du-Nord. Elle est située à 82 kilomètres à l'ouest de Kiel, 139 kilomètres au nord-ouest de Hambourg et à 43 kilomètres au sud-ouest de Flensbourg.

## Histoire
| Appartenances historiques Duché de Schleswig 1252-1544 Duché de Schleswig-Holstein-Gottorp 1544-1720 Duché de Schleswig 1720-1866 Royaume de Prusse (Province du Schleswig-Holstein) 1866-1918 République de Weimar 1918-1933 Reich allemand 1933-1945 Allemagne occupée 1945-1949 Allemagne 1949-présent |

Un kommando de travail dépendant du camp de concentration de Neuengamme a éxisté à Husum pendant la Seconde Guerre mondiale.

## Jumelages
La ville de Husum est jumelée avec :
- Gentofte (Danemark) ;
- Heilbad Heiligenstadt (Allemagne) ;
- Kidderminster (Angleterre) ;
- Trzcianka (Pologne).

## Personnalités
- Adolf Brütt (1855-1939), sculpteur
- Hermann Latherus (1583-1640), juriste allemand
- Isgaard Marke (1972-), chanteuse allemande.
- Hans von Petersen, peintre allemand
- Ernst zu Reventlow (1869-1943), officier de marine, écrivain et homme politique nazi
- Theodor Storm (1817–1888), écrivain
- Paul Würtz, feldmarschall danois